# Hadronyche monaro
Espèce
Hadronyche monaro est une espèce d'araignées mygalomorphes de la famille des Atracidae.

## Distribution
Cette espèce est endémique de Nouvelle-Galles du Sud en Australie. Elle se rencontre dans les Snowy Mountains dans les environs du Lac Eucumbene et de Jindabyne.

## Description
La carapace du mâle holotype mesure 6,23 mm de long sur 6,08 mm et l'abdomen 7,24 mm de long sur 5,23 mm.

## Étymologie
Son nom d'espèce lui a été donné en référence au lieu de sa découverte, le Monaro.

## Publication originale
- Gray, 2010 : A revision of the Australian funnel-web spiders (Hexathelidae: Atracinae). Records of the Australian Museum, vol. 62, p. 285-392 (texte intégral).